# Antwerpen–Matadi
Antwerpen-Matadi is een documentaire uit 2009 over de vrachtvaart tussen Antwerpen en Matadi.
De Congoboten van weleer zijn niet meer maar toch blijft er beweging op de historische lijn. De ruïnes in de haven van Matadi vormen de laatste restanten van een rijk verleden. In de nasleep van de politieke ontwikkelingen in Congo, neemt het Antwerps havenbedrijf het initiatief om de stervende haven Matadi nieuw leven in te blazen. Een ambitieus project rond de heropbouw en het herstel van de infrastructuur kan opnieuw zuurstof geven aan economische activiteiten. 
Drie weken lang volgen we het vrachtschip Safmarine Onne van Antwerpen naar Matadi. Aan de hand van tot de verbeelding sprekende reisverslagen van weleer, de huidige stand van zaken in Matadi, het leven aan boord en de hoopvolle verwachtingen voor de toekomst, reconstrueert de film de ooit zo gegeerde tocht naar het Afrikaanse continent. Een treffende vergelijking tussen vroeger en nu. Een koloniale trots versus een economisch belangrijke en hongerige cargolijn.

## Inhoudelijke intentieverklaring (regisseur)
De vergane glorie van de koloniale verbindingslijn en het vergeten spoor van de Leopoldville prikkelen mijn verbeelding. Langsheen de route Noord-Zuid dwaalt de historische geest van een gehavende trots. 
Begeesterd door deze historische context en geëmotioneerd door de psychologische afstand tussen Congo en België ga ik op zoek naar visuele tastbaarheid voor het begrip afstand. Zowel het historische als actuele kader confronteren 'afstand' met tijd en ruimte in een werkelijkheid. De drie weken lange reis tussen beide havens biedt als het ware een mogelijkheid tot bezinning en reflectie alsook tot observatie en detectie. 
Met historische feiten in het achterhoofd en een knipoog naar verantwoordelijkheid, zoekt de documentaire “Antwerpen – Matadi” naar een maatschappelijk draagvlak. 